# (74390) 1998 XK37
(74390) 1998 XK37 – planetoida z pasa głównego asteroid okrążająca Słońce w ciągu 5,18 lat w średniej odległości 2,99 j.a. Odkryta 14 grudnia 1998 roku.